# Diana-Maria Riva

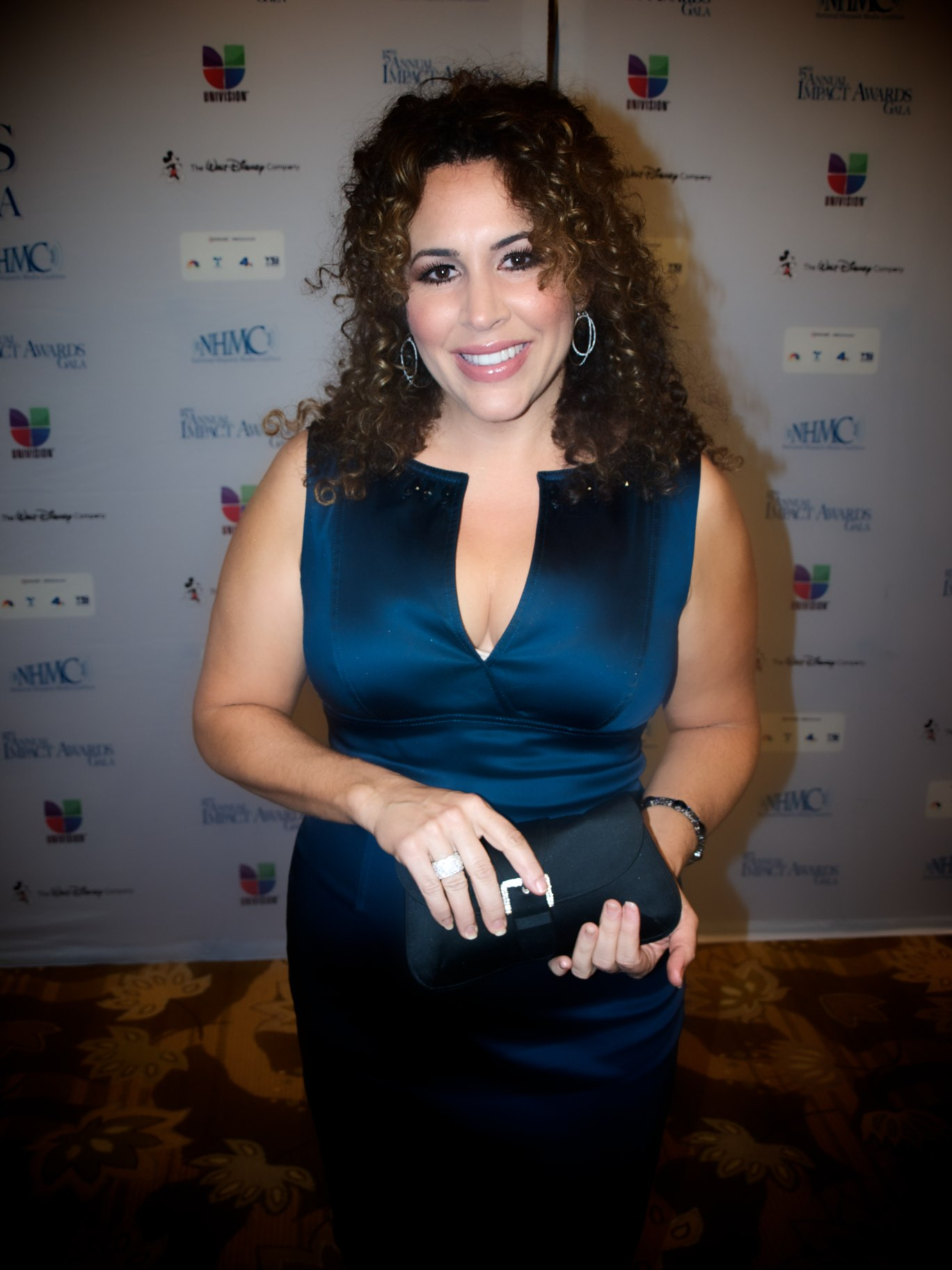
Diana-Maria Riva nel 2012

Diana-Maria Riva (Cincinnati, 22 luglio 1969) è un'attrice statunitense.

## Biografia
È figlia di Maria e Christopher Uhlenbrock, un dentista. Ha fatto la sua prima apparizione nel 1996 nella serie televisiva Common Law. È apparsa anche in Murder One, Cinque in famiglia, X-Files, NYPD Blue, The Drew Carey Show, Tutti amano Raymond, CSI - Scena del crimine, e Perfetti... ma non troppo.
Ha avuto ruoli ricorrenti in Sabrina, vita da strega, West Wing - Tutti gli uomini del Presidente, e Studio 60 on the Sunset Strip, e nell'estate del 2007 ha partecipato nel telefilm Side order of life, dove interpretava la migliore amica della protagonista.

## Filmografia

### Cinema
- Quello che le donne vogliono (What Women Want), regia di Nancy Meyers (2000)
- Duetto a tre (The Third Wheel), regia di Jordan Brady (2002)
- Chasing Papi, regia di Linda Mendoza (2003)
- 17 Again - Ritorno al liceo (17 Again), regia di Burr Steers (2009)
- Matrimonio in famiglia (Our Family Wedding), regia di Rick Famuyiwa (2010)
- Short Term 12, regia di Destin Cretton (2013)
- Love & Mercy, regia di Bill Pohlad (2014)
- McFarland, USA, regia di Niki Caro (2015)
- Noelle, regia di Marc Lawrence (2019)
- Kajillionaire - La truffa è di famiglia (Kajillionaire), regia di Miranda July (2020)

### Televisione
- Murder One – serie TV, episodi 2x15-2x16 (1997)
- Cinque in famiglia (Party of Five) – serie TV, episodi 3x21 e 5x13 (1997, 1999)
- NYPD - New York Police Department (NYPD Blue) – serie TV, episodi 5x05 e 6x13 (1997, 1999)
- Jarod il camaleonte (The Pretender) – serie TV, episodio 3x06 (1998)
- X-Files – serie TV, episodio 6x13 (1999)
- Più forte ragazzi (Martial Law) – serie TV, episodio 1x18 (1999)
- Tutti amano Raymond (Everybody Loves Raymond) – serie TV, episodi 4x10 e 5x16 (1999, 2001)
- The Drew Carey Show – serie TV, episodio 5x13 (2000)
- Philly – serie TV, 22 episodi (2001-2002)
- Sabrina, vita da strega (Sabrina, the Teenage Witch) – serie TV, 10 episodi (2002-2003)
- Miss Match – serie TV, episodio 1x15 (2003)
- CSI - Scena del crimine (CSI: Crime Scene Investigation) – serie TV, episodio 4x17 (2004)
- Reba – serie TV, episodio 4x07 (2004)
- Perfetti... ma non troppo (Less than Perfect) – serie TV, 3 episodi (2004-2005)
- West Wing - Tutti gli uomini del Presidente (The West Wing) – serie TV, 8 episodi (2005-2006)
- Prima o poi divorzio! (Yes, Dear) – serie TV, episodio 6x12 (2006)
- Studio 60 on the Sunset Strip – serie TV, 8 episodi (2006-2007)
- Standoff – serie TV, episodio 1x12 (2007)
- The Loop – serie TV, episodi 2x07-2x08 (2007)
- Side Order of Life – serie TV, 13 episodi (2007)
- Ghost Whisperer - Presenze (Ghost Whisperer) – serie TV, episodio 3x13 (2008)
- Castle – serie TV, episodi 2x02-2x05 (2009)
- In Plain Sight - Protezione testimoni (In Plain Sight) – serie TV, episodio 2x09 (2009)
- La strana coppia (The Good Guys) – serie TV, 20 episodi (2010)
- Rob – serie TV, 8 episodi (2012)
- The Bridge – serie TV, 8 episodi (2013-2014)
- NCIS: Los Angeles – serie TV, episodio 6x5 (2014)
- Girl Meets World – serie TV, episodio 2x14 (2015)
- Hot & Bothered (Telenovela) – serie TV, 11 episodi (2015-2016)
- Papà a tempo pieno (Man with a Plan) – serie TV, 17 episodi (2016-2017)
- The Mayor – serie TV, episodio 1x05 (2017)
- Madam Secretary – serie TV, episodio 5x3 (2018)
- Amiche per la morte - Dead to Me (Dead to Me) – serie TV, 18 episodi (2019-2022)
- Glamorous – serie TV, 10 episodi (2023)

## Doppiatrici italiane
Nelle versioni in italiano delle opere in cui ha recitato, Diana-Maria Riva è stata doppiata da:
- Laura Romano in Noelle, McFarland, USA
- Chiara Bernabei in West Wing - Tutti gli uomini del Presidente
- Claudia Razzi in La strana coppia, Sabrina, vita da strega
- Chiara Gioncardi in Dead to me - Amiche per la morte
- Francesca Fiorentini in Side Order of Life
- Alessandra Chiari in Telenovela
- Roberta Gasparetti in Philly
- Melina Martello in Ghost Whisperer - Presenze
- Roberta Pellini in 17 Again - Ritorno al liceo
- Cinzia De Carolis in X-Files
- Doriana Chierici in Quello che le donne vogliono
- Roberta Greganti in Matrimonio in famiglia
- Laura Boccanera in Jarod il camaleonte
- Emanuela Baroni in Glamorous
- Alessandra Cassioli in Castle
- Cristiana Lionello in CSI - Scena del crimine
- Valeria Perilli in NCIS: Los Angeles
- Laura Mercatali in Love & Mercy
- Francesca Fiorentini in Tracker